# 東神田
東神田（日语：／ Higashi-kanda */?）是東京都千代田區的町名。現行行政地名是東神田一丁目至三丁目，為住居表示實施區域。2013年8月1日為止的人口有2,484人。郵遞區號101-0031。

## 地理
位於千代田區東北部，屬神田地域。町域北與JR台東區淺草橋四丁目之間以總武線路廊為界，東接台東區淺草橋一丁目、中央區日本橋馬喰町，南連中央區日本橋小傳馬町，西鄰千代田區岩本町。二丁目與三丁目之間為神田川。
東神田商業性質強烈。靠近岩本町與日本橋馬喰町的一丁目附近聚集纖維批發商與相關企業。南部的東神田一丁目，靖國通以南區域有多家纖維相關企業。中部的東神田二丁目，位於靖國通以北神田川以南。北部的東神田三丁目位於神田川以北與JR線路廊之間。東神田全區有多棟高層建築物。

## 歷史
江戶時代，此地原有許多寺院，後因大火而陸續遷離。

### 地名由來
位於神田地區東部而得名。

## 交通
町域内有東西向靖國通和南北向清洲橋通。町域東端為左衛門橋通（左衛門橋通り）。二丁目內有柳原通（柳原通り）、馬二仲通（馬二仲通り）。一丁目有神田金物通（神田金物通り）。
東神田三丁目東北部有總武線淺草橋站西口出口。一丁目、二丁目方面，可利用總武快速線馬喰町站，都營新宿線馬喰横山站，都營淺草線東日本橋站。町域西部で可利用都營新宿線岩本町站。

## 設施

### 東神田一丁目
- 東京都立一橋高等學校（日语：東京都立一橋高等学校）、東京都立小石川高等學校一橋分校
- ETOILE海渡（日语：エトワール海渡）
- 龜屋大和、老舗和菓子屋
- 株式會社吉田本社

### 東神田二丁目
- 朝日信用金庫（日语：朝日信用金庫）本部（本店在台東區台東）
- 龍角散本社（本社大樓為當地地標）
- RYOSAN（リョーサン）本社
- King Jim（日语：キングジム）本社
- 飛龍文具東京支店
- マービー
- 廣田洋菓子（日语：洋菓子のヒロタ）（ヒロタ）
- 丸繁
- 千葉興業銀行（日语：千葉興業銀行）東京支店

### 東神田三丁目
- 千秋商事
- 轟產業（日语：轟産業）

## 備註
1. ↑  千代田区ホームページ - 町丁別世帯数および人口（住民基本台帳）：平成25年8月1日現在 的存檔，存档日期2013-10-27.
2. ↑  .   [2013-08-17]. （原始内容存档于2020-09-20）.